# Порт Локо (окръг)
Порт Локо (на английски: Port Loko) е един от 12-те окръга на Сиера Леоне. Разположен е в северната провинция на страната и има излаз на Атлантическия океан. Столицата на окръга е град Порт Локо, площта е 12 555 км², а населението е 615 376 души (по преброяване от декември 2015 г.).

## Демография
Населението на окръга е около 480 000 души според данните от 2008. Най-голяма част от него съставлява етническата група темне. В Порт Локо също живеят най-много представители на народа фула от всички окръзи на Сиера Леоне.

## Икономика
Главните икономчески активности в Порт Локо са минно дело и земеделие. Най-масово отглежданите култури са маниока, ориз и сладък картоф.